# 120347 سالاسيا
120347 سالاسيا وتسميته المؤقتة 2004 إس بي 60، وهو جرم وراء نبتوني في حزام كايبر، يبلغ قطره 850 كيلومتر تقريبًا. بلغت المسافة بينه وبين الشمس في عام 2018 44.8 وحدة فلكية، وقد بلغ قدره الظاهري 20.7 عند مقابلته مع الأرض.
اكتشف الفلكيون الأمريكيون هنري رو، ومايكل براون، وكريستينا باركومي سالاسيا في 22 سبتمبر عام 2004 بواسطة مرصد بالومار في كاليفورنيا، في الولايات المتحدة. رُصد 24 مرة في صور لبيانات رصد سابقة الاستنباط تعود إلى 25 يوليو عام 1982. يدور سالاسيا حول الشمس بمسافة متوسطة أكبر من المسافة بين بلوتو والشمس بقليل. سُمي على اسم الآلهة الرومانية سالاسيا، ويملك قمرًا واحدًا معروفًا اسمه أكتايا.
قدّر مايكل براون أنه من المحتمل جدًا أن يكون سالاسيا كوكبًا قزمًا. لكن ناقش ويليام غروندي وآخرون أنّ الأجسام مثل سالاسيا التي يتراوح قطرها بين 400-1000 كيلومتر، وذات نسب وضاءة (ألبيدو) أقل تقريبًا من 0.2، وكثافات تبلغ 1.2 غرام/ سنتيمتر مكعب أو أقل، من المحتمل أن لا تُضغط أبدًا على شكل أجسام صلبة كليًا، ناهيك عن تفرقها أو انهيارها ضمن توازن استاتيكي، ولذلك من غير المرجح بشكل كبير أن تكون كواكب قزمة.

## المدار
يعَد سالاسيا جسمًا غير رنان ذا انحراف مداري معتدل (0.11) وميلان كبير (23.9 درجة)، وهذا ما يجعله جسمًا مبعثرًا ممتد ضمن تصنيف المسح البروجي العميق، وجسمًا كلاسيكيًا حارًا ضمن تصنيف نظام غلادمان وآخرين، الذي يمكن أن يكون غير مميز إن كان جزءًا من مجموعة واحدة من الأجسام تشكلت في أثناء هجرة نبتون باتجاه الخارج. يقع مدار سالاسيا ضمن فضاء متغير (باراميتر) لعائلة هاوميا التصادمية (مجموعة من الأجسام وراء نبتونية ذات طيف ومدارات مدارية متشابهة)، لكن سالاسيا ليس جزءًا منها، لأنه يفتقر إلى خطوط امتصاص الماء-الجليد الشديدة بشكل نموذجي عن أعضاء هذه العائلة.

## الخصائص الفيزيائية
اعتبارًا من العام 2019، قُدرت الكتلة الكلية لنظام سالاسيا-أكتايا بـ (4.922±0.071) x 1020 كيلوغرام، وكثافة متوسطة لهذا النظام تبلغ 1.51 غرام/سنتيمتر مكعب. يُقدر قطر سالاسيا لوحده نحو 846 كيلومتر. يتميز سالاسيا بالوضاءة الأدنى بالمقارنة مع أي جسم ما وراء نبتوني كبير معروف. كان يُعتقد سابقًا أنّ كتلة سالاسيا تبلغ نحو (4.38±0.16) x 1020 كيلوغرام، وسيكون في هذه الحالة ذات الكثافة الأقل بالمقارنة مع أي جسم ما وراء نبتوني كبير معروف (نحو 1.29 غرام/سنتيمتر مكعب). اقترح ويليام غروندي وزملاؤه أنّ هذه الكثافة المنخفضة ستعني أن سالاسيا لن ينهار أبدًا على شكل جسم صلب، وفي هذه الحالة لن يكون في حالة توازن هيدروستاتيكي. يكاد طيف الأشعة تحت الحمراء الخاص بسالاسيا أن يكون غير مميز، وهذا يشير إلى وفرة في جليد الماء على السطح تبلغ أقل من 5%. يبلغ اتساع (قيمة الذروة) منحناه الضوئي 3% فقط.
يجدول موقع مايكل براون سالاسيا أنه كوكب قزم بشكل شبه مؤكد، لكن لم يعترف به الاتحاد الفلكي الدولي رسميًا على هذا الشكل.

## قمر طبيعي
يملك سالاسيا قمرًا طبيعيًا واحدًا، وهو أكتايا، ويدور حول كوكبه الرئيسي كل 5.49380 ±0.00016 يوم، على مسافة 5619.±89 كيلومتر، ومع انحراف مداري 0.0084 ±0.0076. اكتشفه كل من كيث نول، وهارولد واو يفيسون، دينيس ستيفنز، وويليام غروندي في 21 يوليو عام 2006 عن طريق تلسكوب هابل الفضائي.
إنّ أكتايا أقل لمعانًا من سالاسيا في قدره الظاهري بقيمة 2.372±0.060، وتشير نسبة قطريهما التي تساوي 2.98 إلى نسب وضاءة متساوية. من ثَم، بافتراض تساوي نسب الوضاءة، فإنّ قطر أكتايا يبلغ 286±24 كيلومتر. لأكتايا وسالاسيا نفس اللون (في-آي= 0.89 ±0.02 و 0.87±0.01 لأكتايا وسالاسيا على التوالي)، وهذا يدعم افتراض نسب الوضاءة المتساوية.
جرى حساب وجوب خضوع نظام سالاسيا لتطور مدي كافٍ لجعل مداراته دائرية، وهذا يتناسق مع الانحراف المداري المنخفض المُقاس، لكن لم تُقيد هذه الحاجة الأساسية للتطور مديًا. تبلغ نسبة نصف المحور الأكبر لنظام سالاسيا بالنسبة إلى نصف قطر هيل 0.0023، وهي أضيق نسبة بين نظام ثنائي ما وراء نبتوني ذي مدار معروف. سيحجب سالاسيا وأكتايا بعضهما في عام 2067.

## الاسم
سُمي هذا الكوكب الصغير على اسم سالاسيا آلهة المياه المالحة وزوجة الإله نبتون. نُشر اقتباس الاسم في 18 فبراير عام 2011 (منظمة مركز الكواكب الصغيرة 73984).
سُمّي القمر أكتايا في نفس التاريخ، إنّ أكتايا هو نيريد أو حورية البحر.